# Kurt Rasch (Komponist)

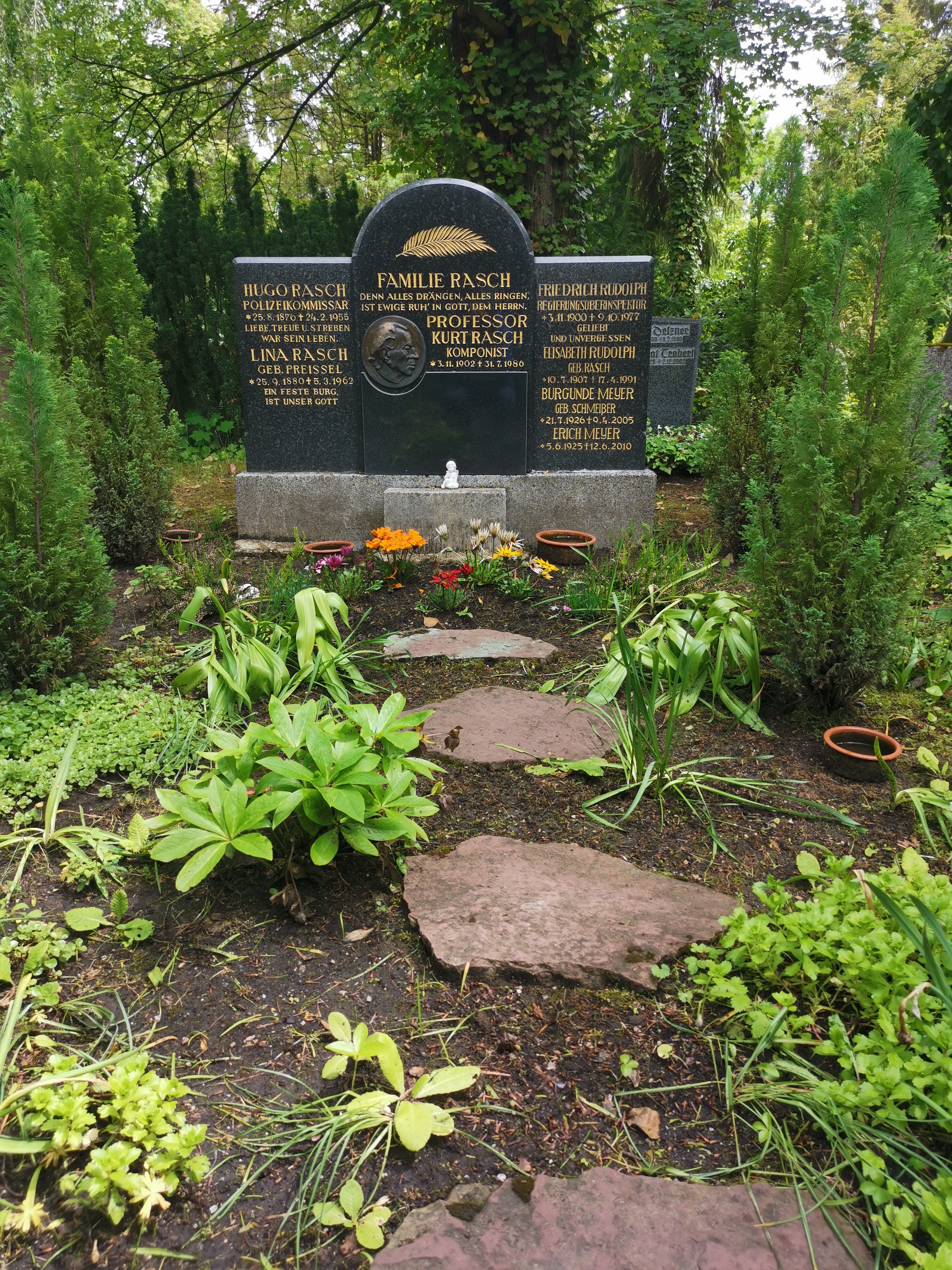
Grabstelle Kurt Rasch und Familie

Kurt Rasch (geb. 3. November 1902 in Weimar; gest. 31. Juli 1986 in Berlin (West)) war ein deutscher Komponist, Musikpädagoge und Tonmeister.

## Leben
Er war der erste ausgebildete Tonmeister in Deutschland. Zunächst absolvierte er 1917 bis 1923 seine Ausbildung am Lehrerseminar in Weimar. Das war immerhin so erfolgreich, dass er 1923 den Thüringer Orgelpreis der Töpfer-Stiftung erhielt. Von 1923 bis 1926 wirkte er als Dorfschullehrer und Kantor in verschiedenen Thüringer Gemeinden. 1923 bis 1929 war er Meisterschüler bei Richard Wetz und Bruno Hinze-Reinhold in Jena. 1929 bis 1933 war er Werkstudent an der Berliner Universität und Musikhochschule an der Rundfunkversuchsstelle. In den Jahren 1932 bis 1944 war Rasch tätig als Tonmeister und realisierte u. a. Direktübertragungen der Konzerte des Berliner Philharmonischen Orchesters, wodurch er in Kontakt zu namhaften internationalen Solisten kam. Seit Juni 1945 war er Dozent an der Berliner Kirchenmusikschule und Leiter der Spandauer Kantorei und der Meisterklasse für Kompositionen an der Hochschule für Musik Franz Liszt Weimar. Dort war er Exponent der Neuen Musik, einer Veranstaltungsreihe 1946/47. Am 1. Januar 1948 wurde Rasch aufgrund einer Verwechslung mit dem Komponisten und SS-Obersturmbannführer Hugo Rasch (1873–1947), der ein führendes Mitglied der Reichsmusikkammer war, fristlos entlassen. Von 1948 bis 1950 war er Abteilungsleiter beim RIAS und Mitbegründer und freier Mitarbeiter des Senders Freies Berlin. Ab 1954 leitete er das Musikwesen am Hermann-Hesse-Gymnasium in Berlin-Kreuzberg. Außerdem war er neben seiner Kompositionen als Zeichner und Aquarellist tätig. Sein erster kompositorischer Erfolg war ein 1932 uraufgeführtes Orgelwerk.
Sein Grab befindet sich auf dem Historischen Friedhof Weimar, wohin die Urnen der Familie Rasch aus Berlin-West überführt wurden.